# هيتومي تاناكا (ممثلة)
هيتومي تاناكا (باليابانية: hitomi) هي عارضة ومغنية ومغنية مؤلفة وشاعرة وممثلة يابانية، ولدت في 26 يناير 1976 في اليابان.

## وصلات خارجية
- هيتومي تاناكا على موقع IMDb (الإنجليزية)
- هيتومي تاناكا على موقع ميوزك برينز (الإنجليزية)
- هيتومي تاناكا على موقع أول ميوزيك (الإنجليزية)
- هيتومي تاناكا على موقع ديسكوغز (الإنجليزية)